# Sociedade Esportiva e Recreativa Arapongas
Sociedade Esportiva e Recreativa Arapongas, mais conhecido pelo seu acrônimo oficial SERA, ou simplesmente como Arapongas, foi uma agremiação esportiva da cidade de Arapongas, Paraná.

## História
O clube disputou o Campeonato Paranaense 8 vezes. Atualmente, é um clube social e joga apenas nas categorias de base. O clube chegou a enfrentar o Coritiba três vezes, vencendo duas delas.

## Estatísticas

### Participações
| Competição | Competição            | Temporadas | Melhor campanha | Estreia | Última | P | R |
| Paraná     | Campeonato Paranaense | 8          | ? colocado      | 1959    | 1966   | – | – |